# Liste der Biografien/Ug
Liste der Biografien |
Portal Biografien |
Personensuche
# |
A |
B |
C |
D |
E |
F |
G |
H |
I |
J |
K |
L |
M |
N |
O |
P |
Q |
R |
S |
T |
U |
V |
W |
X |
Y |
Z |
?
 
Ua |
Ub |
Uc |
Ud |
Ue |
Uf |
Ug |
Uh |
Ui |
Uj |
Uk |
Ul |
Um |
Un |
Uo |
Up |
Uq |
Ur |
Us |
Ut |
Uu |
Uv |
Uw |
Ux |
Uy |
Uz
Die Liste der Biografien führt alle Personen auf, die in der deutschsprachigen Wikipedia einen Artikel haben. Dieses ist eine Teilliste mit 131 Einträgen von Personen, deren Namen mit den Buchstaben „Ug“ beginnt.

## Ug

### Uga
- Uga, Elisa (* 1968), italienische Degenfechterin
- Ugachi, Tsuyoshi (* 1987), japanischer Langstreckenläufer
- Ugajin, Tomoya (* 1988), japanischer Fußballspieler
- Ugaki, Kazushige (1868–1956), japanischer General
- Ugaki, Matome (1890–1945), japanischer VizeadmiralUgaki Matome (1890–1945)

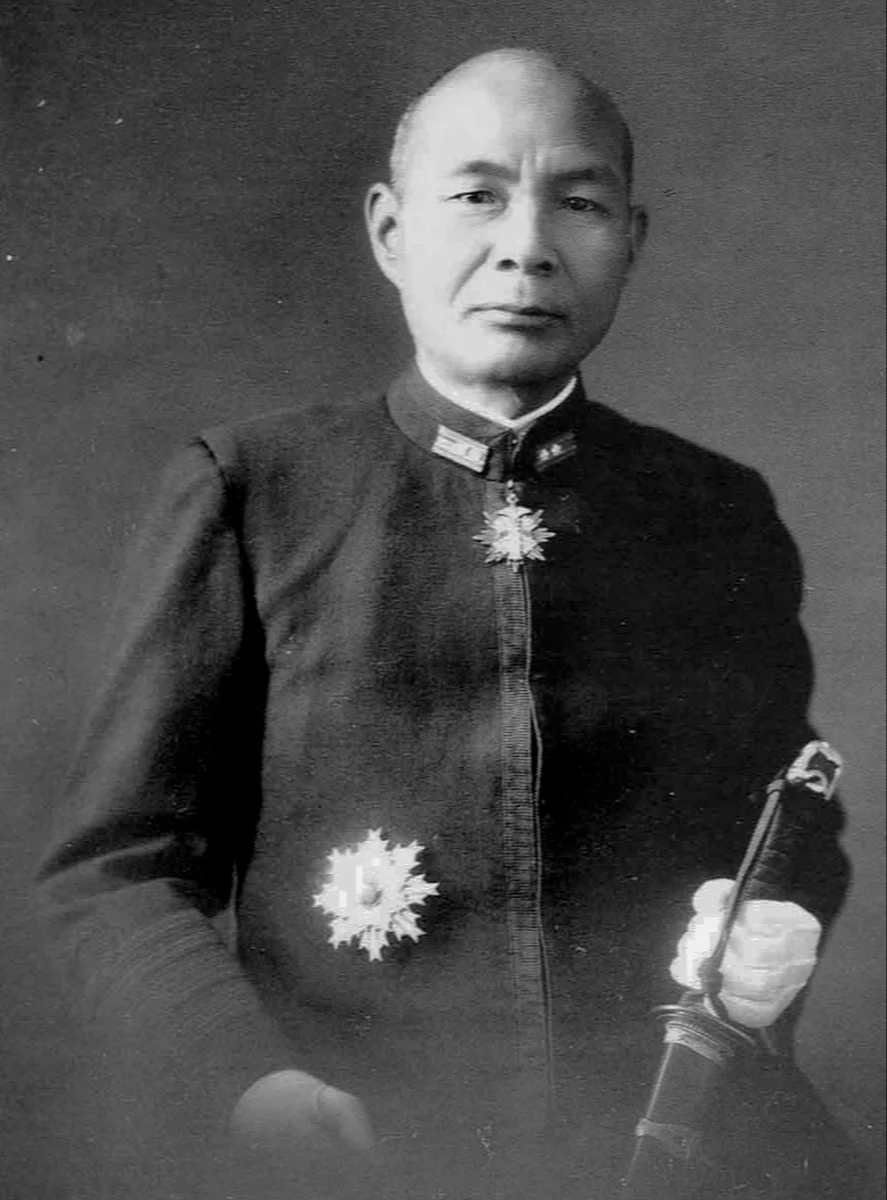
Ugaki Matome (1890–1945)

- Ugalde Godínez, Sergio Gerardo (* 1971), costa-ricanischer Jurist und Richter am Internationalen Strafgerichtshof
- Ugalde, Antonio (* 1976), spanischer Handballspieler
- Ugalde, Cristian (* 1987), spanischer Handballspieler und -trainer
- Ugalde, Jesús, mexikanischer Fußballspieler
- Ugalde, Luis Carlos (* 1966), mexikanischer Politologe, Präsident der mexikanischen Wahlbehörde
- Ugalde, Manfred (* 2002), costa-ricanischer Fußballspieler
- Ugalde, Mariana (* 1993), mexikanische Badmintonspielerin
- Ugalde, Unax (* 1978), spanischer Schauspieler
- Ugarow, Alexander Iwanowitsch (1900–1939), sowjetischer Politiker
- Ugarriza, Sofía (* 2002), paraguayische Handballspielerin
- Ugarte Pagés, Francisco Javier (1852–1919), spanischer Anwalt und Politiker
- Ugarte Pérez, Juan Antonio (* 1938), peruanischer Geistlicher, emeritierter Erzbischof von Cuzco
- Ugarte y Sarabia, Agustín de († 1650), römisch-katholischer Bischof
- Ugarte, Adriana (* 1985), spanische Schauspielerin
- Ugarte, Alois von und zu (1749–1817), österreichischer oberster Kanzler
- Ugarte, Enrique (* 1957), spanischer Musiker und Dirigent
- Ugarte, Fernando (* 1983), mexikanischer Eishockeyspieler und -trainer
- Ugarte, Floro (1884–1975), argentinischer Komponist
- Ugarte, Francisco (* 1959), chilenischer Fußballspieler
- Ugarte, Gerzayn (1881–1940), mexikanischer Botschafter
- Ugarte, Iñaki (* 1988), spanischer Handballspieler
- Ugarte, Julián (1929–1987), spanischer Schauspieler
- Ugarte, Katy (* 1971), peruanische Politikerin
- Ugarte, Manuel (1875–1951), argentinischer Schriftsteller
- Ugarte, Manuel (* 2001), uruguayischer FußballspielerManuel Ugarte (* 2001)

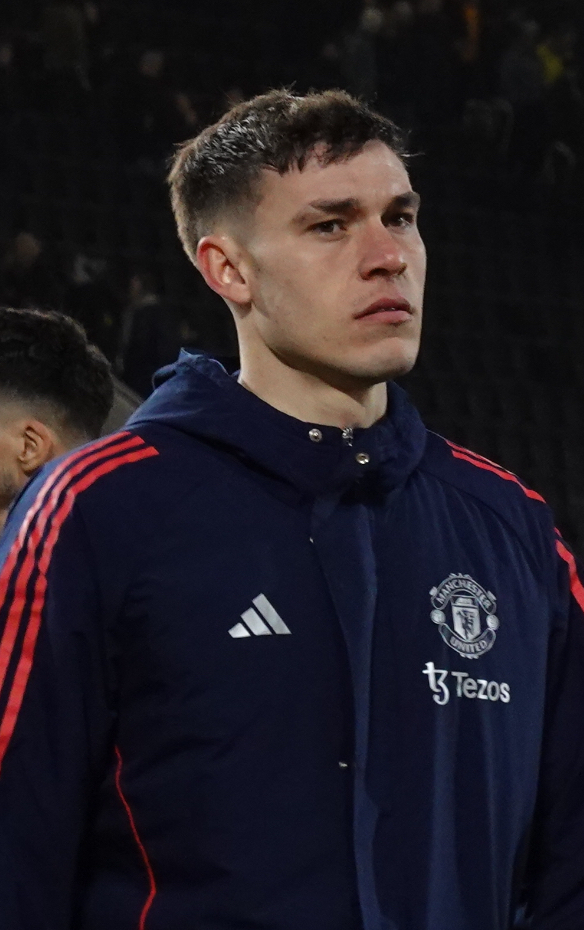
Manuel Ugarte (* 2001)

- Ugarte, María Dolores, spanische Mathematikerin und Hochschullehrerin
- Ugarte, Víctor (1926–1995), bolivianischer Fußballspieler
- Ugartechea, Domingo de († 1839), mexikanischer Offizier
- Ugás, Yordenis (* 1986), kubanischer Boxer
- Ugaz, Francisco (* 1984), peruanischer Badmintonspieler

### Ugb
- Ugbebor, Olabisi (* 1951), nigerianische Mathematikerin und Hochschullehrerin
- Ugbekilé, Colin (* 1999), deutscher Eishockeyspieler
- Ugbisie, Moses (* 1964), nigerianischer Leichtathlet
- Ugbo, Iké (* 1998), englisch-kanadischer Fußballspieler

### Uge
- Ugelheimer, Peter († 1488), venezianisch-deutscher Kaufmann, Buchhändler, Verleger und Bibliophiler
- Ugen, Lorraine (* 1991), britische Weitspringerin

### Ugg
- Uggams, Leslie (* 1943), US-amerikanische Schauspielerin und SängerinLeslie Uggams (* 1943)

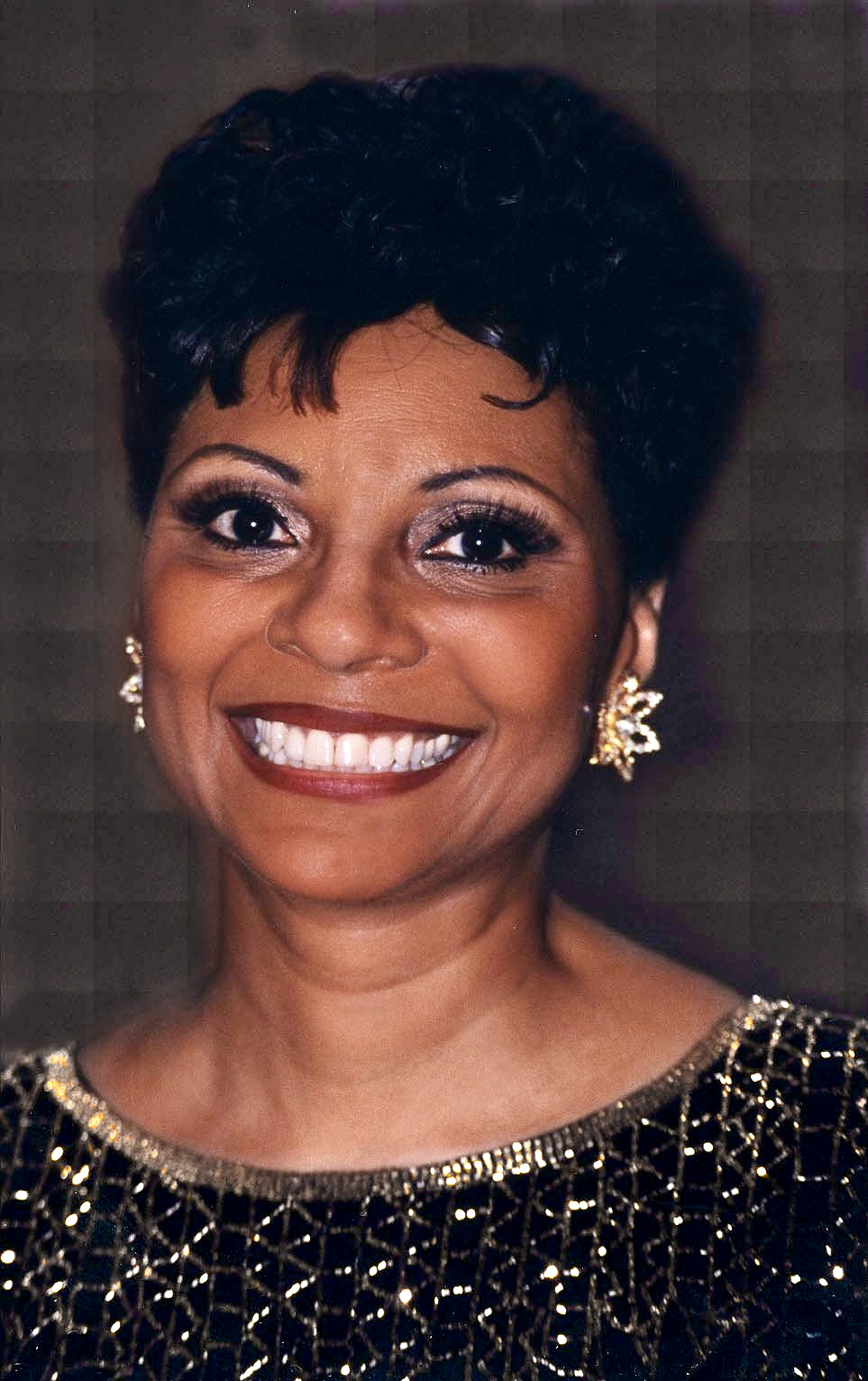
Leslie Uggams (* 1943)

- Uggiano, Marco (* 1969), deutscher Kameramann
- Uggias, Giommaria (* 1961), italienischer Politiker, MdEP
- Uggl Dena Pathirannehelag, Pradeep Sanjaya (* 1986), sri-lankischer Leichtathlet im Behindertensport
- Uggla, Bertil (1890–1945), schwedischer Stabhochspringer, Fechter und Moderner Fünfkämpfer
- Uggla, Claas (1614–1676), schwedischer Admiral
- Uggla, Dan (* 1980), US-amerikanischer Baseballspieler
- Uggla, Magnus (* 1954), schwedischer Rock- und Popmusiker, Künstler und Schauspieler
- Uggla, Maria Aurora (1747–1826), schwedische Adlige und Hofdame
- Uggla, Nikita (* 2001), schwedische Schauspielerin
- Ugglas, Margaretha af (* 1939), schwedische Politikerin (Moderata samlingspartiet), Mitglied des Riksdag, MdEP
- Uggowitzer, Peter (* 1950), österreichisch-schweizerischer Metallurg und Materialwissenschaftler

### Ugh
- Ughelli, Ferdinando (1596–1670), italienischer Zisterzienserabt und Kirchenhistoriker
- Ughetto, Julien (* 1981), französischer Biathlet
- Ughi, Federico (* 1972), italienischer Jazzmusiker
- Ughi, Uto (* 1944), italienischer Violinist

### Ugi
- Ugi, Camillo (1884–1970), deutscher FußballspielerCamillo Ugi (1884–1970)

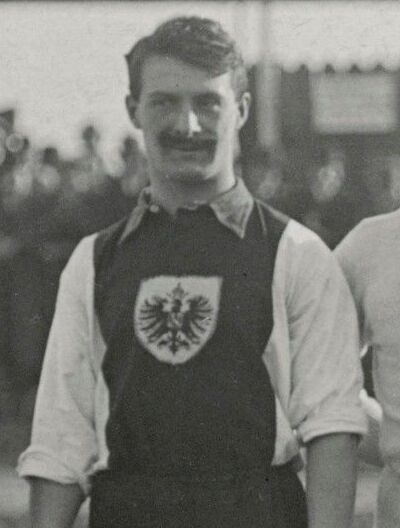
Camillo Ugi (1884–1970)

- Ugi, Ivar Karl (1930–2005), deutsch-estnischer Chemiker

### Ugl
- Ugland, Katarina (* 1997), norwegische Handball- und Beachhandballspielerin
- Uglar, Iosif (1920–2006), rumänischer Politiker (PCR)
- Uglem, Kari (* 1970), norwegische Skilangläuferin und Leichtathletin
- Uglessich, Mariano (* 1981), argentinischer Fußballspieler
- Uglietto, Peter (* 1951), US-amerikanischer römisch-katholischer Geistlicher und Weihbischof in Boston
- Ugljanin, Sulejman (* 1953), serbischer Politiker, Präsident der Partei der Demokratischen Aktion des Sandžak und Bürgermeister von Novi Pazar
- Uglješa Vlatković, serbischer Kaisar (Caesar), Vasall von Sultan Bayezid I. und Stefan Lazarević
- Uglow, Euan (1932–2000), britischer Maler
- Uglow, Fjodor Grigorjewitsch (1904–2008), sowjetisch-russischer Mediziner, Chirurg und Verfechter der Prohibition
- Uglow, Jenny (* 1947), britische Biografin und Historikerin

### Ugo
- Ugo Carabelli, Camilo (* 1999), argentinischer TennisspielerCamilo Ugo Carabelli (* 1999)

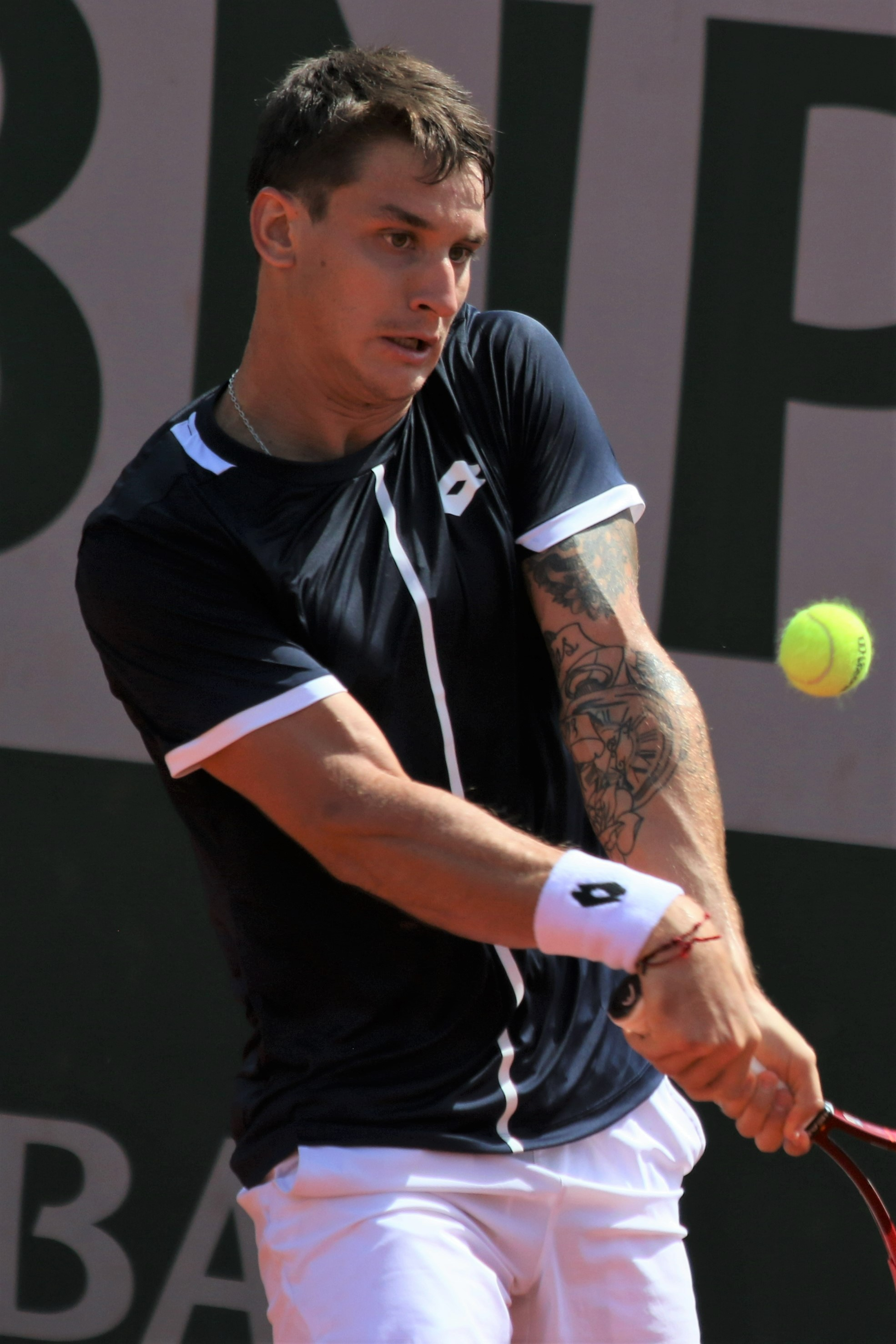
Camilo Ugo Carabelli (* 1999)

- Ugo da Campione, italienischer Bildhauer der frühen Gotik
- Ugo da Carpi (* 1480), italienischer Künstler
- Ugo, Antonio (1870–1950), italienischer Bildhauer
- Ugo, Renato (1938–2020), italienischer Chemiker
- Ugochukwu, Lesley (* 2004), französisch-nigerianischer Fußballspieler
- Ugochukwu, Melissa (* 2003), deutsche Fußballspielerin
- Ugochukwu, Nwankwo (* 1993), nigerianischer Fußballspieler
- Ugochukwu, Promise (* 2002), nigerianischer Fußballspieler
- Ugolini, Francesco Alessandro (1910–1990), italienischer Romanist, Grammatiker, Lexikograf und Dialektologe
- Ugolini, Giovanni Francesco (* 1953), san-marinesischer Politiker, Regierungschef von San Marino
- Ugolini, Giuseppe (1783–1867), Kardinal der römisch-katholischen Kirche und Mitglied der Kurie
- Ugolini, Luigi Maria (1895–1936), italienischer Archäologe
- Ugolini, Massimo Andrea (* 1978), san-marinesischer Politiker
- Ugolini, Pietro, Schweizer Radrennfahrer
- Ugolini, Vincenzo († 1638), italienischer Kapellmeister und Komponist
- Ugolino della Gherardesca († 1289), italienischer AdeligerUgolino della Gherardesca († 1289)

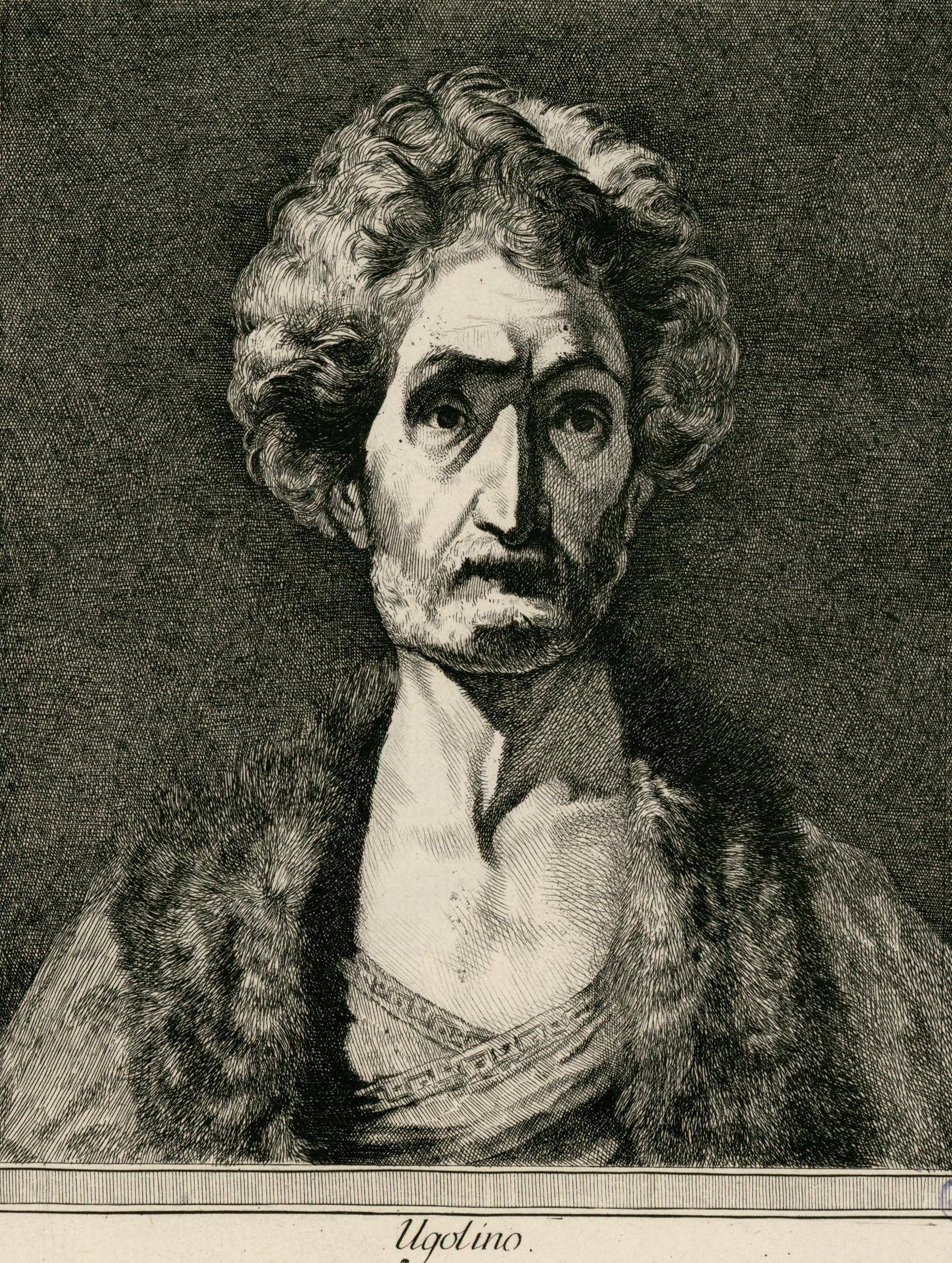
Ugolino della Gherardesca († 1289)

- Ugolino di Nerio, italienischer Maler
- Ugolino Lorenzetti, Maler des Mittelalters
- Ugolkova, Maria (* 1989), Schweizer Schwimmerin
- Ugona, Louis (1911–1998), französischer Fußballspieler
- Ugoni, Mattia (1446–1535), italienischer römisch-katholischer Bischof und Kirchenrechtler
- Ugonio, Pompeo († 1614), italienischer Kanoniker, Bibliothekar, Antiquar und Schriftsteller
- Ugonna, Frederick Nnabuenyi (1936–1990), nigerianischer Ethnologe, Linguist und Literaturwissenschaftler
- Ugonoh, Izuagbe (* 1986), polnischer Boxer
- Ugorji, Lucius Iwejuru (* 1952), nigerianischer Geistlicher, römisch-katholischer Erzbischof von Owerri
- Ugorskaja, Dina (1973–2019), deutsche Pianistin russischer Herkunft
- Ugorski, Anatol (1942–2023), sowjetischer bzw. russisch-deutscher Pianist
- Ugowski, Karin (* 1943), deutsche Schauspielerin, Synchron- und Hörspielsprecherin, Filmproduzentin
- Ugowski, Paul (1908–1967), deutscher Manager

### Ugr
- Ugrai, Maximilian (* 1995), deutscher Basketballspieler
- Ugran, Filip (* 2002), rumänischer Automobilrennfahrer
- Ugray, György (1908–1971), ungarischer Bildhauer
- Ugrekhelidze, Yana (* 1984), georgische Filmregisseurin, Drehbuchautorin und Filmproduzentin
- Ugrešić, Dubravka (1949–2023), jugoslawische bzw. kroatische Schriftstellerin und Essayistin
- Ugričić, Sreten (* 1961), serbischer Schriftsteller und Direktor der Nationalbibliothek
- Ugrinić, Filip (* 1999), schweizerisch-serbischer Fußballspieler
- Ugrinić, Juraj (* 1990), kroatischer Radrennfahrer
- Ugrinović, Ivan, kroatischer Maler tätig in Dubrovnik
- Ugrjumovs, Pēteris (* 1961), lettischer RadrennfahrerPēteris Ugrjumovs (* 1961)

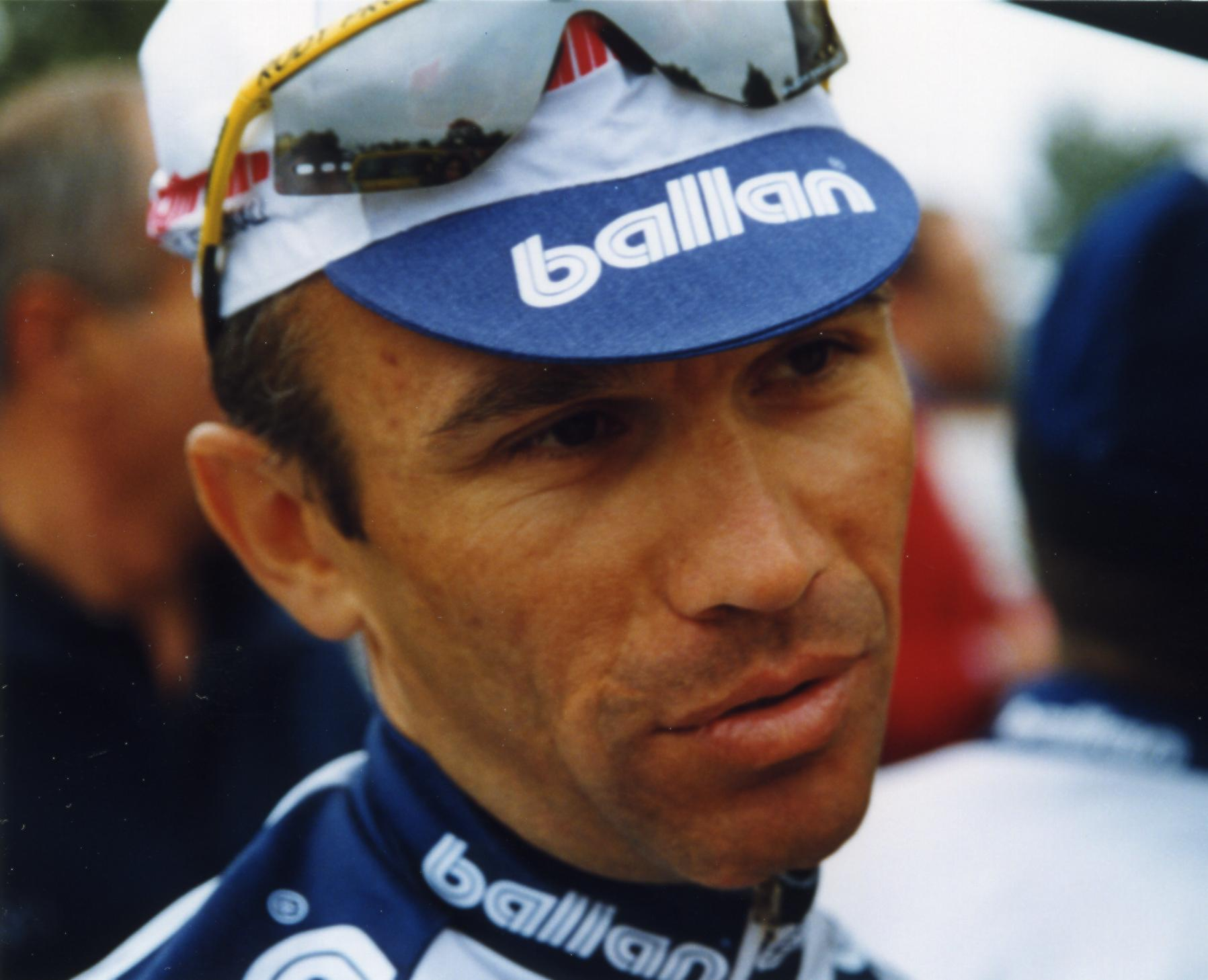
Pēteris Ugrjumovs (* 1961)

- Ugrjumow, Grigori Iwanowitsch (1764–1823), russischer Maler
- Ugrjumow, Sergei Wiktorowitsch (* 1971), russischer Schauspieler
- Ugron, Gábor (1847–1911), ungarischer Politiker, Reichstagsabgeordneter
- Ugron, Gábor (1880–1960), ungarischer Politiker, Innenminister
- Ugron, Stephan (1862–1948), österreichisch-ungarischer Diplomat

### Ugu
- Uguak, Aher (* 1998), kanadischer Basketballspieler
- Uguccione della Faggiola († 1319), italienischer Condottiere
- Uguccione, Francesco († 1412), katholischer Bischof und Kardinal der Römischen Kirche
- Ugueto, Gabriel (* 1976), venezolanisch-US-amerikanischer Herpetologe, Paläokünstler und wissenschaftlicher Illustrator
- Ugujew, Saur Riswanowitsch (* 1995), russischer Ringer
- Ugulawa, Giorgi (* 1975), georgischer Politiker
- Ugur, Adnan (* 2001), belgischer Fußballspieler türkischer Abstammung
- Uğur, Ferhat (* 1996), türkischer Fußballspieler
- Uğur, Mustafa (* 1963), türkischer Fußballspieler und -trainer
- Uğur, Özkan (1953–2023), türkischer Schauspieler und Mitglied der Band MFÖÖzkan Uğur (1953–2023)

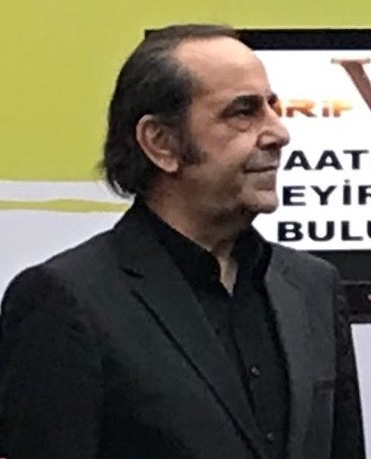
Özkan Uğur (1953–2023)

- Uğurel, Christian (* 1980), deutscher Jazzmusiker (Saxophone, Bassklarinette, Komposition)
- Uğurlu, Mehmet Erdem (* 1988), türkischer Fußballspieler
- Uğurlu, Ozan (* 1992), türkischer Schauspieler und Model
- Uğurlu, Yüksel (* 1948), türkischer Journalist, Dokumentarfilmer, Kameramann und Autor
- Uğurluer, Can (* 1970), türkischer Popsänger

### Ugw
- Ugwunwa, Flora (* 1984), nigerianische Paralympics-Athletin

### Ugy
- Ugyen, Ugyen (* 1974), bhutanische Bogenschützin